# Kansas en feu
Pour plus de détails, voir Fiche technique et Distribution.
Kansas en feu (Kansas Raiders) est un western américain réalisé par Ray Enright sorti en 1950.

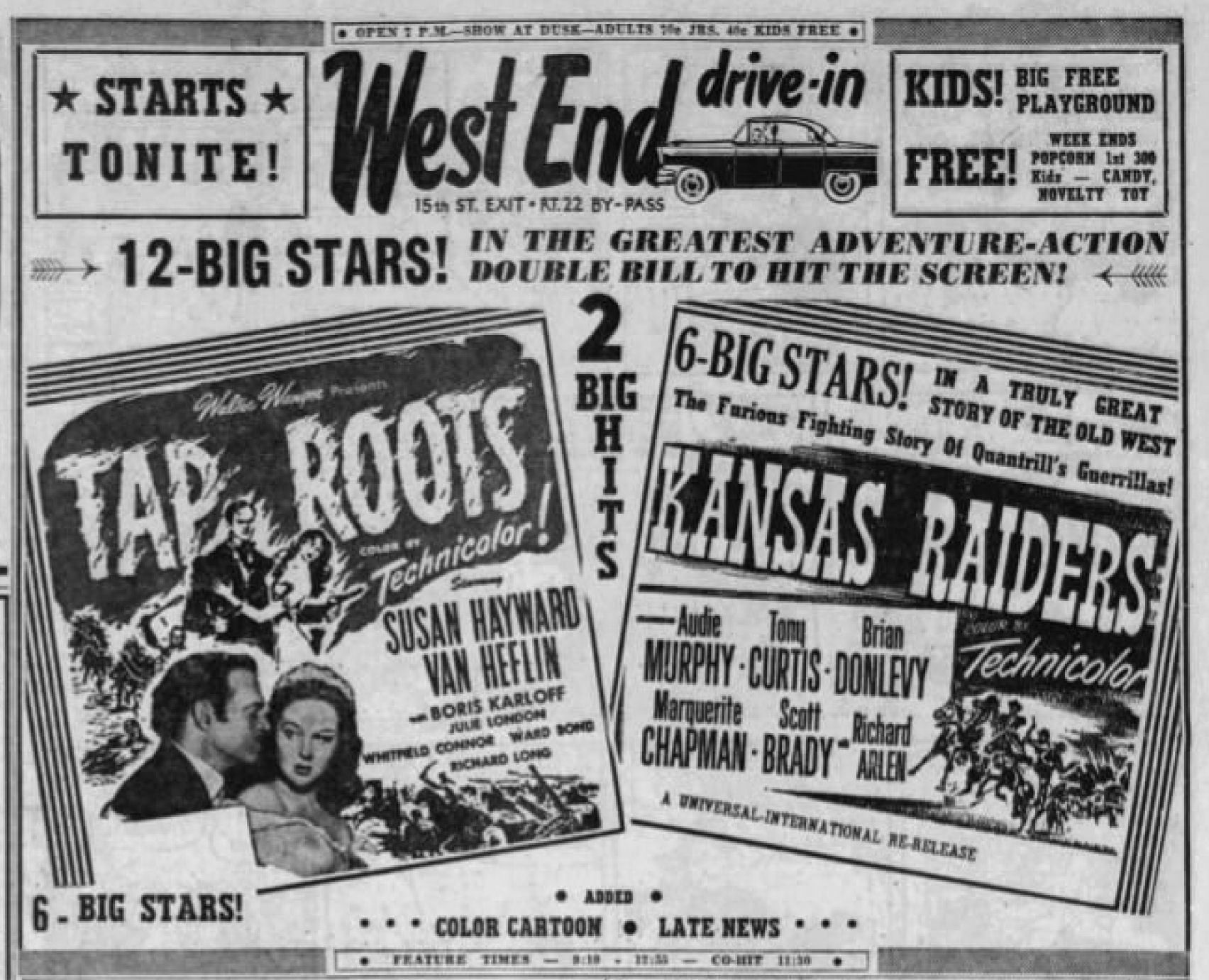
Publicité dans le Morning Call du 29 juin 1956 pour les films Tap Roots et Kansas Raiders projetés dans le West End Drive-in à Allentown (Pennsylvanie)

## Synopsis
Pendant la Guerre de Sécession, peu après la chute de Vicksburg, un groupe de cinq cavaliers (Jesse James, Frank James, Cole Younger, Jim Younger et Kit Dalton (en)) traversent la ville de Lawrence. Ils sont pris à partie par les Red Legs qui les prennent pour des éclaireurs de la bande dirigée par William Quantrill qui, en marge des troupes régulières sudistes, organise à son profit et au profit de ses soudards, massacres, incendies et pillages. Les frères Younger, James et Kit Dalton échappent à la pendaison grâce à l'intervention du capitaine qui commande une troupe de soldats de l'Union en cantonnement dans la petite cité.
Jesse James et ses compagnons décident de rejoindre la bande de William Clarke Quantrill : Jesse parce qu'il a des comptes à régler avec les Red Legs qui ont assassiné ses parents et incendié sa maison, parce que pour tous, c'est le chef d'une troupe qui remporte des victoires sur leurs ennemis, parce que le travail de fermier est très dur, pour l'appât du gain.
Après avoir maitrisé l'attelage emballé de Kate, la compagne de Quantrill, ils arrivent au camp et font connaissance avec les méthodes expéditives du célèbre chef de bande et de ses deux adjoints, Rudolph Tate et Mr Anderson. 
Tate va disparaître rapidement car à la suite d'une provocation destinée à tester Jesse, au cours d'un duel au couteau, la jeune recrue « lui fait la peau ». Ce comportement lui vaut la confiance de Quantrill mais pas celle de Kate qui ne voyant qu'un boucher chez son compagnon, espère plus d'humanité chez ce jeune homme qui lui plaît. 
Au cours d'un bref cérémonial tous les cinq prêtent serment et sont intégrés au groupe de guérilleros. Le colonel, séduit lui aussi par Jesse, au cours d'une conversation bien arrosée, lui explique sa stratégie : affaiblir numériquement les troupes nordistes et les contraindre à étendre leur ligne vers l'ouest afin de soulager la ligne de front des sudistes. Kate assiste impuissante à l'effet pygmalion sur le jeune orphelin de père. 
Et les guérilleros reprennent leurs raids : massacres de fermiers, pillages, incendies tout en fuyant devant les troupes de l'Union. Progressivement, Jesse se rend compte qu'il reproduit les comportements des Red Legs qui ont conduit à l'anéantissement de sa famille mais il est très difficile de résister à la pression du chef, et il participe au raid sur Lawrence. Au cours de cette opération de grande envergure, il va à nouveau comprendre toutes les souffrances qu'engendrent ce massacre : cette femme qui pleure près du corps de son mari ne pourrait-elle pas être sa mère? Et lorsque l'adjoint de Quantrill, Anderson, veut pendre le capitaine qui l'a soustrait auparavant aux Red Legs lors de son passage à Lawrence, il s'interpose et sauve sa vie en l'abattant.
Les raiders doivent vite évacuer la ville car les renforts nordistes qui devaient venir sont annoncés. Et tout ce monde décampe à bride abattue non sans avoir incendié la ville. 
Jesse veut quitter la bande mais il n'y arrive pas car c'est quitter ses amis qui font tout pour le retenir. Cependant les raiders sont épuisés par la traque des troupes de l'Union et Quantrill ordonne la dispersion. Le petit groupe retourne à la base où se trouve Kate. Le capitaine nordiste à la tête d'un important détachement les retrouve et les fugitifs doivent quitter ce qui reste du ranch pour se réfugier dans une petite maison incendiée où ils sont bientôt assiégés.

## Fiche technique
- Titre original : Kansas Raiders
- Réalisation : Ray Enright
- Assistant réalisateur : Joseph E. Kenney
- Scénario et histoire originale : Robert L. Richards (en)
- Directeur de la photographie : Irving Glassberg
- Direction artistique : Bernard Herzbrun, Emrich Nicholson (en)
- Son : Glenn Eugene Anderson, Leslie I. Carey
- Consultant pour le technicolor : William Fritzsche
- Montage : Milton Carruth
- Décors : Russell A. Gausman, Ruby R. Levitt
- Costumes : Bill Thomas
- Musique : Joseph Gershenson, Milton Rosen et des emprunts à Walter Scharf, Walter Schumann et Frank Skinner
- Production : Ted Richmond (en)
- Producteur associé : George C. Bertholon
- Société de production : Universal International
- Pays d'origine :  États-Unis
- Société de distribution : Universal Pictures
- Dates de sortie:
  - États-Unis : 15 novembre 1950
  - France : 20 février 1952
- Format : Technicolor (procédé) - 35 mm - 1,37:1 - Mono - Spherical
- Genre : western
- Durée: 76 minutes
- Affiche : Pierre Levé [1]

## Distribution
- Audie Murphy : Jesse James
- Brian Donlevy : William Quantrill
- Marguerite Chapman : Kate Clarke
- Scott Brady : Bill Anderson
- Tony Curtis : Kit Dalton
- Richard Arlen : Union captain
- Richard Long : Frank James
- James Best : Cole Younger
- John Kellogg : Red Leg leader
- Dewey Martin :  Jim Younger
- George Chandler : Willie
- Charles Delaney : Pell
- Paul Baxley : doublure d'Audie Murphy pour des cascades

## Tournage
Ce film a été tourné à Garner Valley en Californie et à Kanab dans l'Utah.

## Précisions historiques
- Jesse James ne s'engage qu'en 1864 dans la bande de Quantrill, où se trouve déjà son frère Frank. Aussi ne participe-t-il pas au massacre de Lawrence, qui a lieu l'année précédente.
- Le massacre de Lawrence eut lieu le 21 août à l'aube. « En l'espace de trois heures, la bande de Quantrill assassina encore cent quatre-vingt-deux hommes et jeunes garçons et brûla cent quatre-vingt-cinq bâtiments ». L'attaque fut réalisée par 300 ou 450 hommes, c'est-à-dire beaucoup plus que dans le film.
- William Quantrill ne mourut pas de cette façon mais, blessé à la colonne vertébrale, il fut capturé puis incarcéré à la prison de Louisville où il mourut le 6 juin 1865.